# Pete McCann
Pete McCann (Eau Claire (Wisconsin), 1970) is een Amerikaanse jazzgitarist.

## Biografie
McCann studeerde eind jaren 1980 aan de North Texas State University en zijn eerste opnamen werden gemaakt met de Lab Band in 1987. In 1988 kreeg hij les van Dave Holland en Kevin Eubanks op de Banff Summer Jazz Workshop in Canada. Na zijn afstuderen verhuisde hij naar New York en trad op met zijn eigen bands, voornamelijk in trio- en kwartetensembles. In de daaropvolgende jaren werkte hij o.a. met de bigband van Maria Schneider, Bobby Watsons Electric Band, Jack Walrath en The Masters Of Suspense, het East Down Septet (met Jim Hartog, Rich Rosenzweig, Rich Rothenberg, Ron Horton, Tom Varner), het Jim Cifelli New York Nonet, het Mahavishnu Project onder leiding van Gregg Bendian, The Other Quartet (met Mark Ferber, Ohad Talmor, Russ Johnson) en de Tony Kadleck Big Band. In 1998 presenteerde hij zijn debuutalbum Parable (Palmetto Records) met eigen composities, waaraan Tim Lefebvre, Peter Epstein, Matt Wilson en Bruce Huron deelnamen. In 2000 werd het album You Remind Me of Someone (Palmetto) gemaakt, met John Hébert en Mike Sarin. Op het gebied van jazz was hij tussen 1987 en 2015 betrokken bij 66 opnamesessies o.a. met Ed Ware, Dave Pietro, Tom Varner, Dan Willis, George Schuller, Lindsey Horner, Curtis Stigers en Grace Kelly. Momenteel (2019) speelt hij in de band Spin Cycle van Scott Neumann en Tom Christensen.

## Discografie
- 2005: Most Folks (Omnitone), met John O'Gallagher, Mike Holober, John Hebert, Mark Ferber
- 2009: Extra Mile (Nineteen-Eight Records), met Matt Clohesy, John O'Gallagher, Mark Ferber, Henry Hey
- 2015: Range (Whirlwind Recordings), met John O'Gallagher, Matt Clohesy, Mark Ferber, Henry Hey

- Gemeinsame Normdatei: 1045587206
- International Standard Name Identifier: 0000 0000 4264 4593
- Library of Congress Control Number: no00036945
- Nationale Bibliotheek van Israël: 987007332938905171
- Virtual International Authority File: 9388672
- WorldCat: E39PBJcBVGcGDdpr6xyWDPKWXd